# Lisa Loven Kongsli
Lisa Loven Kongsli, née le 23 septembre 1979 à Oslo dans la région de l'Østlandet, est une actrice norvégienne.

## Biographie
Lisa Loven Kongsli naît à Oslo en 1979. Elle suit notamment les cours du Lee Strasberg Theatre and Film Institute à New York.
Elle débute au cinéma en Norvège en 2008 et obtient plusieurs rôles secondaires. En 2010, elle participe à la deuxième saison de la série télévisée Hvaler se déroulant sur le groupe d'îles du même nom en Norvège. En 2014, dans le drame franco-suédois Snow Therapy (Turist) de Ruben Östlund, elle joue le rôle d'une mère qui échappe avec ses enfants à une avalanche lors d'un séjour au ski en France et qui doute par la suite de son mari qui a fui au lieu de les protéger. Pour ce rôle, elle est nommée au Guldbagge Award de la meilleure actrice lors de la 50e cérémonie des Guldbagge Awards.
En 2015, elle interprète le rôle de la femme du premier ministre norvégien joué par Henrik Mestad dans la série télévisée norvégienne Occupied. L'année suivante, elle participe au drame Løvekvinnen de Vibeke Idsøe (no) qui est l'adaptation au cinéma du roman La femme lion (Løvekvinnen) de l'écrivain norvégien Erik Fosnes Hansen (en).
En 2017, elle jouera le rôle de la mère de Bel Powley dans le drame Ashes in the Snow de Marius A. Markevicius inspiré par le best-seller de la romancière lituano-américaine Ruta Sepetys Ce qu'ils n'ont pas pu nous prendre (Between shades of gray). Elle incarnera ensuite le personnage de Menalippe dans les films de super-héros Wonder Woman de Patty Jenkins et Justice League de Zack Snyder.

## Filmographie

### Cinéma
- 2008 : 305 de Daniel Holechek et David M. Holechek
- 2008 : Fatso d'Arild Fröhlich
- 2009 : Engelen de Margreth Olin (en)
- 2009 : Knerten d'Åsleik Engmark (en)
- 2012 : Kompani Orheim d'Arild Andresen (en)
- 2014 : Snow Therapy (Turist) de Ruben Östlund
- 2016 : Løvekvinnen de Vibeke Idsøe (no)
- 2017 : Ashes in the Snow de Marius A. Markevicius
- 2017 : Wonder Woman de Patty Jenkins : Menalippe
- 2017 : Justice League de Zack Snyder : Menalippe
- 2021 : Zack Snyder's Justice League : Menalippe
- 2024 : Une affaire de principe : Emily

### Télévision

#### Séries télévisées
- 2010 : Hvaler
- 2011 : Buzz Aldrin, hvor ble det av deg i alt mylderet?, un épisode
- 2015 - 2019 : Occupied : Astrid Berg

#### Téléfilm
- 2009 : Orkestergraven d'Alexander Eik (en)

## Distinctions
- Pour Snow Therapy (Turist) :
  - nomination au Guldbagge Award de la meilleure actrice en 2015 ;
  - nomintation au Georgia Film Critics Association Award de la meilleure actrice en 2015.